# Wiazawaja (obwód witebski)
Wiazawaja (biał. Вязавая; ros. Вязовая, Wiazowaja) – wieś na Białorusi, w obwodzie witebskim, w rejonie orszańskim, w sielsowiecie Wuscie, nad Dnieprem.